# Lovász László (matematikus)
Lovász László (Budapest, 1948. március 9. –) Magyar Szent István-renddel, Magyar Corvin-lánccal kitüntetett, Abel- és Wolf-díjas, Széchenyi- és Bolyai-nagydíjas, valamint Bolyai János alkotói díjas magyar matematikus, egyetemi tanár, a Magyar Tudományos Akadémia és az amerikai National Academy of Science rendes tagja. A számítógép-tudomány világhírű kutatója. 2006 és 2011 között az Eötvös Loránd Tudományegyetem Matematikai Intézetének igazgatója. 2014 és 2020 között a Magyar Tudományos Akadémia elnöke.

## Életpályája
1962-től 1966-ig a budapesti Fazekas Mihály Fővárosi Gyakorló Gimnázium speciális matematika tagozatára járt. Három egymást követő évben lett aranyérmes a Matematikai Diákolimpián (1964, 1965, 1966). Osztályfőnöke Komlós Gyula, matematikatanára Rábai Imre volt. 1966-ban kezdte meg egyetemi tanulmányait az Eötvös Loránd Tudományegyetem (ELTE) matematikus szakán. 1970-ben védte meg a matematikai tudományok kandidátusi, 1977-ben akadémiai doktori értekezését. Az MTA Matematikai, illetve az Operációkutatási Bizottságának tagja lett.
1972–1973-ban a Vanderbilt Egyetem vendégprofesszora volt. Diplomájának megszerzése után, 1975 és 1982 között, a József Attila Tudományegyetem Geometria Tanszékét vezette docensként. 1978-ban megkapta egyetemi tanári kinevezését. 1979-ben megválasztották a Magyar Tudományos Akadémia levelező–, 1985-ben, 31 évesen pedig a rendes tagjává. 2008-tól az MTA elnökségi tagja.
1981-ben Erdős Pállal és Babai Lászlóval létrehozta a Combinatorica című folyóiratot. 1985-ben Babai Lászlóval létrehozta a Budapest Semesters in Mathematicsot.
1982-ben visszatért az ELTE-re, majd egy évvel később a Számítógéptudományi Tanszék vezetője lett, szintén egyetemi tanári beosztásban. 1984 és1985 között a Bonni Egyetem John von Neumann-professzora. 1987-től a Princetoni Egyetem, illetve 1993 és 1999 között a Yale Egyetem félállású egyetemi tanára, vendégprofesszorként tanított a princetoni, a Cornell, a washingtoni és a kanadai waterlooi egyetemen.

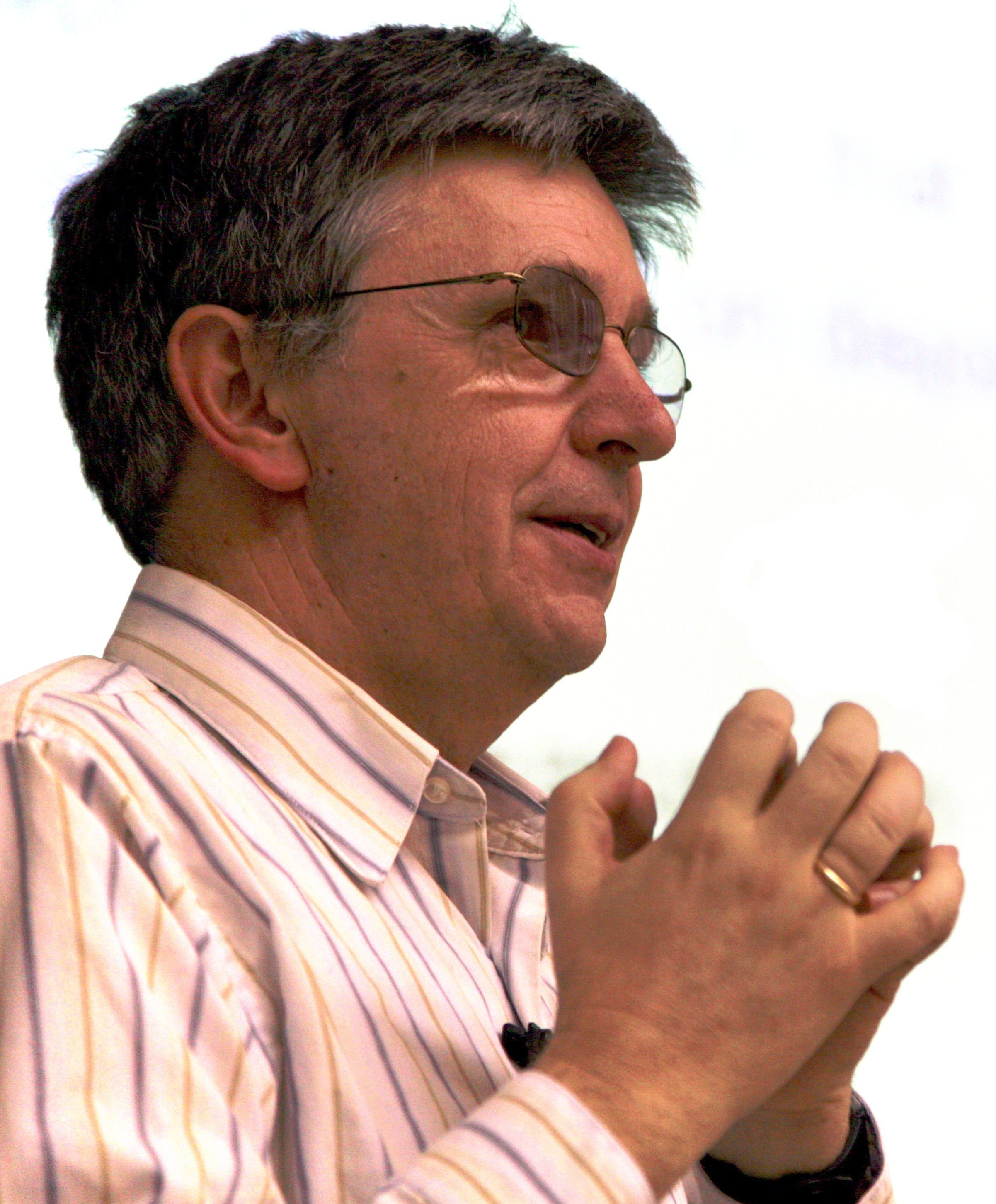
Lovász László

1987 és 1994 között a Nemzetközi Matematikai Unió (IMU) Végrehajtó Bizottságának választott tagja volt. 1981-ben a párizsi Európai Tudományos és Művészeti Akadémia, 1991-ben a londoni Európai Akadémia, 2007-ben a Svéd Királyi Akadémia is felvette tagjai sorába.
1999 és 2006 között a Microsoft tudományos kutatója. Két alkalommal a Mindentudás Egyeteme előadója volt. 2004-től 2006-ig tagja az Abel-díj öttagú bírálóbizottságának.
2001-ben az elsők között kapta meg az újrahonosított Corvin-lánc díjat.
2006-tól 2011-ig az ELTE Matematikai Intézetének igazgatója. Igazgatósága alatt a European Academy of Sciences, Arts and Humanities, az Acadamia Europaea, a Rheinland-Westphälische Akademie der Wissenschaften, és a Leopoldina külső, illetve levelező tagja, a Holland Királyi Akadémia az Orosz Tudományos Akadémia, és az Amerikai Tudományos Akadémia tiszteletbeli tagjává választották, valamint a University of Waterloo, a Szegedi Tudományegyetem, a Budapesti Műszaki Egyetem és a University of Calgary díszdoktora lett.
Korábban, 1969-ben Grünwald Géza-díjat, 1979-ben Pólya-díjat (Soc. Industrial and Applied Math.), 1981-ben a Best Information Theory Paper Award (IEEE) díjat, 1982-ben Fulkerson-díjat (Math. Prog. Society), 1985-ben Állami Díjat, 1991-ben Szele Tibor-emlékérmet, 1993-ban a Holland Tudományos Akadémia Brouwer-érmét,. 1998-ban a Köztársasági Érdemrend Középkeresztjét, valamint a Cseh Matematikai Társulat elismerését, a Bolzano-érmet, 1999-ben a Knuth-díjat valamint Wolf-díjat, 2001-ben Gödel-díjat,  2006-ban Neumann János Elméleti Díjat, 2007-ben Bolyai János alkotói díjat, 2008-ban Széchenyi-nagydíjat, 2010-ben Kiotó-díjat és 2012-ben pedig Fulkerson-díjat kapott.
2007-től a Nemzetközi Matematikai Unió (IMU) Végrehajtó Bizottságának elnöke. Ez a megbízatása 2010-ig szólt.
2014-ben a Magyar Tudományos Akadémia 185. közgyűlése 6 évre Lovászt választotta meg elnökének.
A Norvég Tudományos Akadémia 2021. március 17-én Avi Wigdersonnal, a princetoni Fejlett Tanulmányok Intézete munkatársával megosztva Lovász Lászlónak ítélte a matematikusok Nobel-díjaként jegyzett Abel-díjat. Ezzel a díj 2003-as alapítása óta, Lax Pétert és Szemerédi Endrét követően, már a harmadik magyar matematikus nyerte el ezt a rangos díjat.
Az MTA  így méltatta volt elnökét, Lovászt, az Abel-díj odaítélését követően:
„A tizenéves kora óta »sztármatematikusként« emlegetett Lovász László munkássága összeköttetést teremtett a diszkrét matematika és a számítógép-tudomány között. (…)  (Lovász) úgy nyilatkozott, nagyon szerencsés volt, hogy részese lehetett egy olyan időszaknak, amelyben a matematika teljesen együtt fejlődött egy alkalmazási területtel.”

## Munkássága
Elsősorban kombinatorikával és számítógéptudománnyal foglalkozik. Számos eredménye közül kiemelkedik a gyenge perfektgráf-sejtés igazolása, a Kneser-gráfokra vonatkozó sejtés bizonyítása.
A geometriai hipergráf fogalmának meghatározása lehetővé tette az alfa-kritikus gráfok elméletének kimunkálását és kiépítését, valamint a Shannon-féle ötszögprobléma megoldását. Nevéhez fűződik a Lovász-féle lokális lemma, a Lovász-féle bázisredukciós algoritmus: a Lenstra–Lenstra–Lovász (LLL)-algoritmus, valamint a konvex testek és rácsok algoritmikus elméletének kidolgozása.
A 2000-es évek elejétől a kombinatorikus optimalizáció területén ért el kiemelkedő eredményeket. Több mint kétszázötven tudományos publikáció és kilenc könyv szerzője vagy társszerzője.

## Díjai, elismerései
- Grünwald Géza-díj (1969)
- Pólya-díj (1979)
- Best Information Theory Paper Award (IEEE, 1981)
- Fulkerson-díj (1982)
- Állami Díj (1985) – a kombinatorikus optimalizáció, a gráfelmélet és a számítógép-tudomány terén elért nemzetközi jelentőségű eredményeiért, iskolateremtő tevékenységéért.
- Szele Tibor-emlékérem (1991)
- A Magyar Köztársasági Érdemrend középkeresztje (1998)
- Wolf-díj (1999)
- Knuth-díj (1999)[28]
- a József Attila Tudományegyetem (ma SZTE) díszdoktora (1999)
- Corvin-lánc (2001)
- Gödel-díj (2001)
- a Budapesti Műszaki és Gazdaságtudományi Egyetem díszdoktora (2002)
- a Calgary Egyetem díszdoktora (2006)
- Neumann János elméleti díj (2006)
- Bolyai János alkotói díj (2007)
- Széchenyi-nagydíj (2008)
- Bolyai-nagydíj (2008)
- Kiotó-díj (2010)
- Fulkerson-díj (2012)
- Neumann János-díj professzori oklevél és plakett (2017)[29]
- Szőkefalvi-Nagy Béla-érem (2018)
- Budapest díszpolgára (2018)[30]
- Hazám-díj (2020)[31]
- Abel-díj (2021)[25][26]
- Magyar Szent István-rend (2021)[32]
- a kolozsvári Babeș–Bolyai Tudományegyetem díszdoktora (2022)[33]
- Prima Primissima díj (2022)[34]
- az Eötvös Loránd Tudományegyetem (ELTE) díszdoktora (2023)[35]
- a Yale Egyetem díszdoktora (2024)[36]

## Könyvei
- Kombinatorika (Pelikán Józseffel és Vesztergombi Katalinnal, 1977, 2003)
- Combinatorial Problems and Exercises (1979, ISBN 0-444-81504-X, 2. kiadás 1993)
- Matching Theory (M. D. Plummerrel, 1986, ISBN 0-444-87916-1)
- Algoritmusok (Gács Péterrel, 1987)
- An Algorithmic Theory of Numbers, Graphs, and Convexity (1987, ISBN 0-89871-203-3)
- Geometric Algorithms and Combinatorial Optimization (M. Grötschellel és A. Schrijverrel, 1988, ISBN 0-387-56740-2)
- Greedoids (B. Korteval és R. Schraderrel, 1991, ISBN 0-387-18190-3)
- Algoritmusok bonyolultsága (egyetemi jegyzet, 1992)
- Kombinatorikai problémák és feladatok (1999, 2008, ISBN 978-963-9664-93-7)
- Discrete Mathematics: Elementary and Beyond (Pelikán Józseffel és Vesztergombi Katalinnal, 2003, ISBN 0-387-95584-4, németül 2005, spanyolul 2006)
- Diszkrét matematika (Pelikán Józseffel és Vesztergombi Katalinnal, 2006, ISBN 963-9664-02-2)